# لويتسن براور
لويتسن إيغبرتوس يان براور (بالهولندية: Luitzen Egbertus Jan Brouwer) (27 فبراير 1881 – 2 ديسمبر 1966)، والمعروف كذلك باسم إل إي جيه براور، والذي عُرف في أوساط أصدقائه باسم بيرتوس، رياضياتي وفيلسوف هولندي، عمل في الطوبولوجيا، ونظرية المجموعات، ونظرية القياس، والتحليل المركب. يُعرف كذلك باسم مؤسس الطوبولوجيا الحديثة، وخصوصًا بفضل وضعه نظرية النقطة الثابتة ونظرية ثبات المنطلق الطوبولوجي.
كما أصبح براور شخصية محورية في مجال فلسفة الحدسية، وهي مذهب بنائي في الرياضيات يعتبر الرياضيات موجودًا ذهنيًا معرفيًا وليست نوعًا من الحقيقة الموضوعية. أفضى هذا الموقف إلى الخلاف بين براور وهيلبرت، إذ خاصم براور زميله ديفيد هيلبرت ذي المنطلقات الشكلية في الرياضيات. فيما بعد، تبنى هيرمان فايل أفكارَ أستاذه براور رغم أنه كان تلميذًا سابقًا لدى هيلبرت.

## نبذة شخصية
مع بداية مسيرته المهنية، أثبت براور عدة نظريات ضمن مجال الطوبولوجيا الناشئ حينذاك. ويُعتبر من أهمها نظرية النقطة الثابتة، وثبات الدرجة الطوبولوجية، وثبات المنطلق الطوبولوجي. بشكل عام، فالنظرية الأولى هي الأشهر في أوساط الرياضياتيين، وعادةً ما يُشار إليها في الوقت الحاضر باسم نظرية براور للنقطة الثابتة. وتُعدّ نتيجة طبيعية للنظرية الثانية المتعلقة بثبات الدرجة الطوبولوجية، ذات الشهرة الأعرض في أوساط علماء الطوبولوجيا الجبرية. وقد تكون النظرية الثالثة هي الأصعب بينها.
أثبت براور كذلك نظرية التقريب المبسط في قواعد الطوبولوجيا الجبرية، والتي تبرر الاختزال إلى المصطلحات التركيبية، بعد التقسيم الفرعي بشكل كافٍ إلى المركبات البسيطة، بغرض معالجة المسح المستمر بوجه عام. في العام 1912، وعندما كان في سن 31، انتُخب براور عضوًا في الأكاديمية الملكية الهولندية للفنون والعلوم. ودُعي ليخطب في المؤتمر الدولي لعلماء الرياضيات المنعقد في روما في العام 1908، وفي العام 1912 في كامبريدج، بالمملكة المتحدة.
أسس بروير نهج الحدسية، وهي فلسفة في الرياضيات مثلت تحديًا لنهج الشكلية السائد في ذلك الحين والتي دعمها ديفيد هيلبرت ومعاونيه، ومن ضمنهم بول بيرنايز، وفيلهلم أكرمان، وجون فون نيومان (انظر كلاين (1952)، الصفحات 46 – 59). باعتبارها صنفًا مرتبطًا بالرياضيات البنائية، فمنهج الحدسية هو فلسفة متعلقة بقواعد الرياضيات. أحيانًا يُعمد إلى تعريفها وبشكل مبسط، بالقول إن أتباعها يرفضون استخدام مبدأ الثالث المرفوع في الاستدلال الرياضي.
كان براور عضوًا في مجموعة سيغنيفيكس (الرمزيات). والتي شكلت جزءًا من بواكير تاريخ علم العلامات –دراسة الرموز– بتأثير فيكتوريا ليدي ويلبي على وجه الخصوص. لربما يصعب التفريق التام بين المعنى الأصلي لمنهجه في الحدسية الرياضية والوسط الفكري لتلك المجموعة.
في العام 1905، وفي سن الرابعة والعشرين، سكب براور آراءه عن فلسفته في الحياة في مقالة قصيرة حملت عنوان الحياة، والفن، والروحانية، والتي رأى الرياضياتي مارتن ديفيس بأنها «مُغرِقة في التشاؤم الرومانسي» (ديفيس (2002)، الصفحة 94). ترك أرتور شوبنهاور تأثيرًا في تكوين براور، ويعود ذلك لأسباب عديدة، منها تأكيده على وجوب استناد جميع المفاهيم بشكل أساسي إلى حدس الحس. فيما بعد «انطلق براور في حملة واثقةٍ بالنفس لإعادة هيكلة ممارسة الرياضيات من البداية بهدف إرضاء قناعاته الفلسفية»؛ وفي واقع الأمر، فقد رفض البروفيسور المشرف على أطروحته قبول الفصل الثاني منها «بشكلها الحالي،... يُداخلها شيءٌ من التشاؤم والموقف الروحاني من الحياة والذي لا علاقة له بالرياضيات، ولا يمتّ لقواعدها بِصلة» (ديفيس، في الصفحة 94، اقتباس عن فان ستيغت، الصفحة 41).

## وصلات خارجية
- لويتزن براور على موقع الموسوعة البريطانية (الإنجليزية)
- أعمال أو نبذة عن لويتسن براور على أرشيف الإنترنت
- Life, Art and Mysticism written by L.E.J. Brouwer